# Del Henney
Del Henney (Liverpool, 1935. július 24. – 2019. január 14.) angol karakterszínész.

## Filmjei
Mozifilmek
- Az arany rabjai (When Eight Bells Toll) (1971)
- Kaktusz Jack (Villain) (1971)
- Szalmakutyák (Straw Dogs) (1971)
- A Scotland Yard vendége (Brannigan) (1975)
- Joseph Andrews (1977)
- Futás az életért (Soldaat van Oranje) (1977)
- Going Off Big Time (2000)
- Devil’s Playground (2010)

Tv-filmek és sorozatok
- The Doctors (1970, egy epizódban)
- Coronation Street (1971, négy epizódban)
- The Sweeney (1975, egy epizódban)
- Fallen Hero (1978–1979, 11 epizódban)
- The Professionals (1978, 1983, két epizódban)
- Ki vagy, doki? (1984, egy epizódban)
- Juliet Bravo (1980–1984, három epizódban)
- Egy céltudatos asszony (A Woman of Substance) (1985)
- Minder (1989, egy epizódban)
- Heartbeat (1992, egy epizódban)
- Kisvárosi gyilkosságok (Midsomer Murders) (2001, egy epizódban)